# Кібартай (станція)
Кібартай (лит. Kybartai) —вантажно-пасажирська залізнична станція Литовських залізниць. Розташована у місті Кібартай (Вілкавішкіський район, Маріямпольського повіту, Литва), майже на кордоні Литви і Російської Федерації.
Залізничний транспортний вузол. На станції є зал очікування, каси продажу квитків приміського та далекого сполучення, камера схову, багажне відділення, митниця.

## Історія

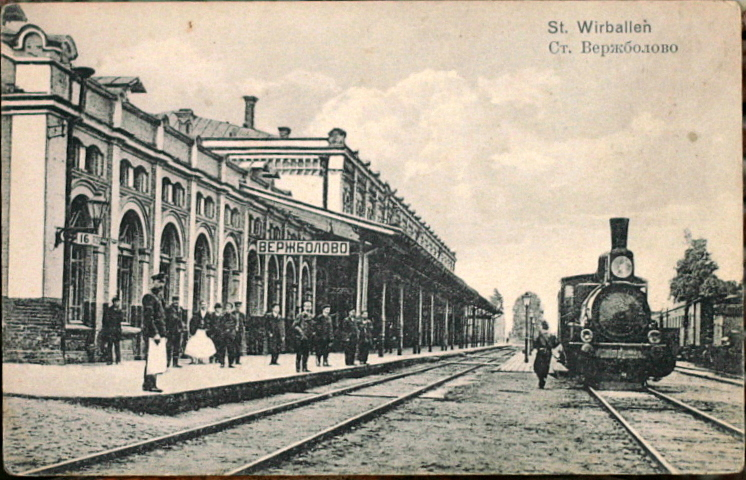
Станція Вержболово, 1900

Станція Вержболово відкрилася у 1860 році (будівництво проходило у 1851-1861 роках) отримавши назву від міста недалечко від якого вона розташовувалася (місто Вірбаліс до 1919 року мало назву Вержболово). Це була перша російська станція на кордоні з королівством Пруссія. Тут закінчувалася Санкт-Петербург—Варшавська залізниця Російської імперії і починалася Східна залізниця Пруссії. Наступною станцією за Вержболово була прусська станція Ейдткунен (сучасна Чернишевське). Для станції було побудовано особливу розкішну будівлю, так як вона була «обличчям» для прибуваючих до імперії. Вержболовський вокзал був другим за розміром у імперії, після Санкт-Петербурзького. Особливістю станції було те, що з одної (російської) сторони колія була широка, а з іншої (прусської) сторони підходила колія вузька (європейська).
Після Першої світової війни, в 1919 році, Вержболово отримує литовську назву Вірбаліс. Пізніше станція була названа Кібартай, за назвою міста де вона розташовувалася. 
Наприкінці Другої світової війни, будівлю вокзалу було підірвано Червоною армією. Мала бути зруйнувана будівля станції в Ейдткунені, але сталася помилка. Після війни для станції була побудована нова будівля. 
Станом на 1981 рік станція відносилася до Прибалтійської залізниці. Розташовувалася на дільниці Палемонас – Черняховськ.
Після розпаду СРСР станція знову стає прикордонною, між Литвою та Російською Федерацією (Калінінградська область).